# Faces (band)
Faces is een Britse rockgroep uit de jaren zestig en zeventig. De groep werd gevormd in 1969, nadat Steve Marriott de band Small Faces verliet om de eigen band Humble Pie op te richten. Nieuwe leden Rod Stewart (zang) en Ron Wood gingen verder met de oude leden van de band Ronnie Lane (bas), Ian McLagan (keyboards) en Kenney Jones (drums). Hun elpees en liveoptredens waren bekend om de rauwe energie en wilde ritmes. Hiermee waren de Faces een belangrijke inspiratie voor latere Britse punkbands als The Damned en Sex Pistols.
Hun meest succesvolle nummers waren onder andere "Stay with Me", "Had Me a Real Good Time", "Cindy Incidentally" en "Richmond". Rod Stewarts solocarrière overschaduwde al snel die van de Faces, en de band maakte nog een studioalbum, Ooh La La, om in 1975 te besluiten uit elkaar te gaan.
Na het uiteenvallen van de band, gingen de verschillende leden hun eigen weg. Ron Wood ging bij The Rolling Stones spelen; Ronnie Lane vormde de band Slim Chance; Kenney Jones ging na de dood van Keith Moon bij The Who spelen; en McLagan werd een sessiemuzikant. Rod Stewart bouwde een succesvolle solocarrière op.

## Albums
- First Step (1970)
- Long Player (1971)
- A nod is as good as a wink ... to a blind horse (1971)
- Ooh La La (1973)
- Coast To Coast: Overture And Beginners (1974, livealbum)

## NPO Radio 2 Top 2000
| Nummer met noteringen in de NPO Radio 2 Top 2000 | '99  | '00  | '01  | '02  | '03  | '04  | '05  |
| ------------------------------------------------ | ---- | ---- | ---- | ---- | ---- | ---- | ---- |
| Stay with Me                                     | 1637 | 1226 | 1666 | 1994 | 1877 | 1776 | 1960 |

1. ↑  Een vetgedrukt getal geeft de hoogste notering aan.
2. ↑  Deze tabel is bijgewerkt tot en met de laatste editie (2024).